# Steinkirchen (Altes Land)
Steinkirchen (plattdeutsch Steenkark) ist eine Gemeinde im Landkreis Stade in Niedersachsen. Die Gemeinde ist Mitglied und Verwaltungssitz der Samtgemeinde Lühe.

## Geographie
Die Gemeinde liegt im Alten Land, dem größten Obstanbaugebiet Europas, direkt an der Unterelbe und Lühe zwischen Stade und Hamburg.

## Politik

### Gemeinderat
Der Gemeinderat setzt sich wie folgt zusammen:
- CDU 6 Sitze
- SPD 3 Sitze
- Grüne 1 Sitz
- FDP  1 Sitz

(Stand: Kommunalwahl am 12. September 2021)
Zum Gemeindedirektor hat der Rat den Mitarbeiter der Samtgemeindeverwaltung Tim Siol bestellt.

## Bauwerke

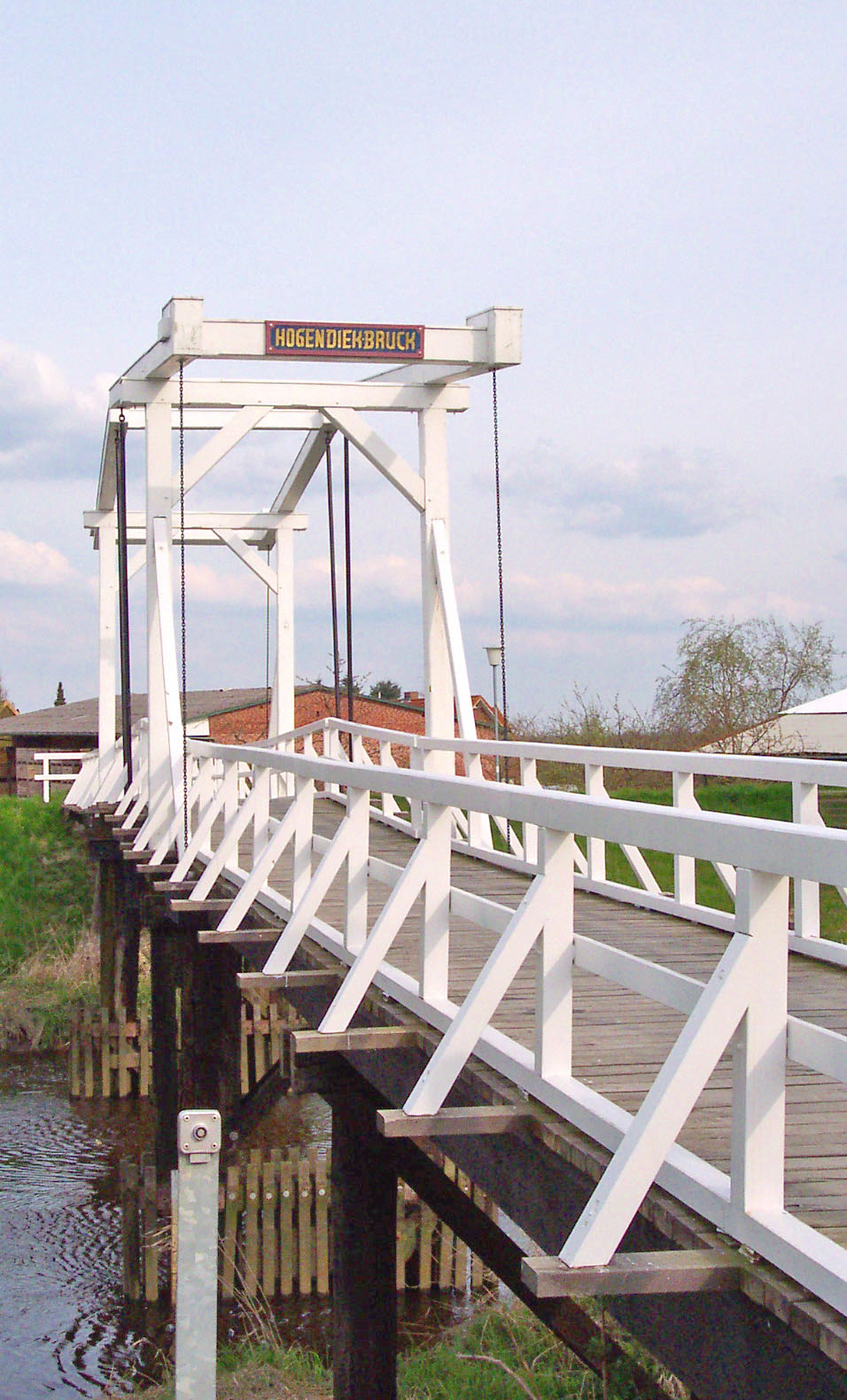
Hogendiekbrück

- St. Martini et Nicolai-Kirche mit weltberühmter Arp-Schnitger-Orgel
- Hogendiekbrück: Fußgängerbrücke über die Lühe nach Steinkirchen
- Masten der Elbekreuzung 2 (höchste Freileitungsmasten in Europa)

## Wirtschaft und Infrastruktur

### Verkehr
In Steinkirchen verkehren fünf Omnibuslinien, die alle von der KVG Stade betrieben werden und dem Hamburger Verkehrsverbund angeschlossen sind:
- 2030: Buxtehude – Dammhausen – Jork – Lühe – Steinkirchen;
- 2050: Stade – Hollern – Steinkirchen – Jork;
- 2051: Stade – Twielenfleth – Steinkirchen – Jork;
- 2052: Twielenfleth – Steinkirchen (Schulbezogener Verkehr);
- 2053: Horneburg – Neuenkirchen – Mittelnkirchen – Steinkirchen;
- außerdem mehrere firmen- und schulbezogene Linienverkehre.

### Bildung
- Schulzentrum Lühe als Grund- und Oberschule.

## Persönlichkeiten
- Gerdt Hardorff (1769–1864), Maler und Grafiker, ist in Steinkirchen geboren.
- Johann Jacob Cordes (1880–1976), Pädagoge und Heimatforscher, ist in Steinkirchen geboren.
- Fred Tödter genannt Tetsche (* 1946), Zeichner, Cartoonist, Humorist und Buchautor, lebt in Steinkirchen
- Dörte Hansen (* 1964), Schriftstellerin, lebte über 10 Jahre in Steinkirchen.